# Naoko Richters
Naoko Richters, geboren als Naoko Yasumoto (Shimonoseki, Japan, 3 februari 1955), is een Nederlandse onderwijsonderzoekster. Zij studeerde van 1977 tot 1985 sociologie en pedagogiek aan de Universiteit van Kyushu. In Bolivia heeft zij lesgegeven aan de universiteit van San Andrés te La Paz. Sinds 1996 woont Richters in Nederland.
Richters onderzoekt het Nederlandse onderwijssysteem en de wijze waarop leerlingen worden voorbereid op de maatschappij. Zij is een van de leidende figuren in Japan in het jenaplanonderwijs.
Zij heeft diverse boeken geschreven en vertaald over het Nederlandse onderwijs en sociale situaties. Ze fungeert ook als een brug tussen Japan en Nederland op het gebied van onderwijs en sociale ontwikkeling.